# Sanktusník katedrály Notre-Dame v Paříži
Novogotický sanktusník katedrály Notre-Dame v Paříži  vznikl v polovině 19. století jako náhrada za původní středověký sanktusník. Posléze byl zničen při požáru katedrály, který vypukl 15. dubna 2019. 
Na jeho rekonstrukci byla vyhlášena architektonická soutěž, nakonec ale byl již rok před slavnostním znovuotevřením katedrály nahrazen věrnou replikou originálu.

## Historie

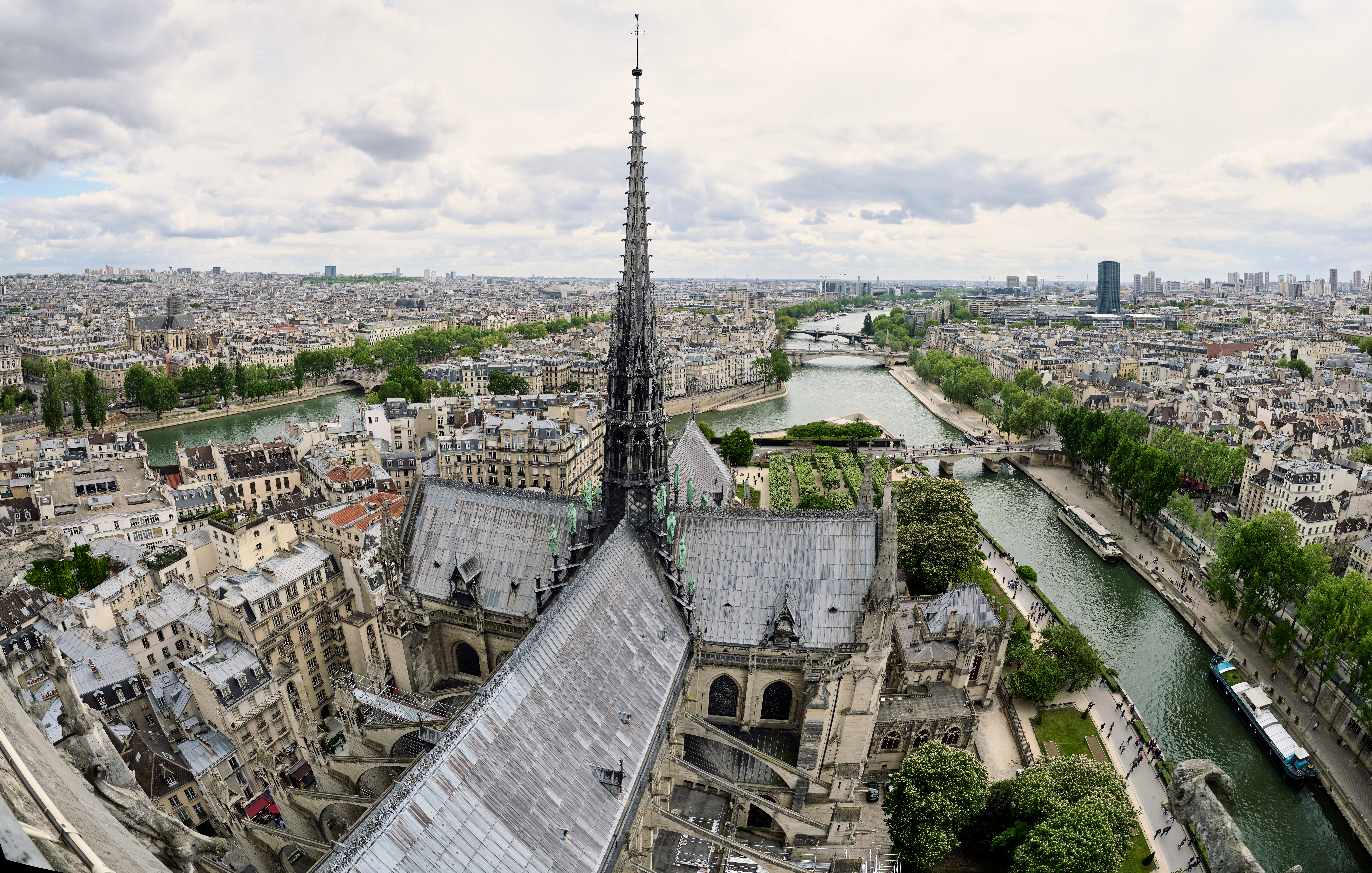
Sanktusník při pohledu z jižní hlavní věže

První sanktusník byl postaven na stejném místě ve 13. století, nejspíše mezi lety 1220 a 1230. Tato původní věž byla rozebrána v letech 1786–1792.
Katedrála zůstala bez sanktusníku až do restaurování, které zahájil architekt Jean-Baptiste Antoine Lassus. Po jeho smrti v roce 1857 převzal dohled nad stavbou Eugène Viollet-le-Duc. Výstavbou věže byla pověřena firma Ateliers Monduit specializující se na uměleckou práci s olovem. Nová věž byla otevřena 15. srpna 1859.
V roce 2018 bylo rozhodnuto o obnově katedrály. Dne 15. dubna 2019 vypukl v bezprostřední blízkosti věže požár. Předpokládá se, že by požár mohl být spojen s restaurátorskými pracemi v katedrále. Pařížská prokuratura požár katedrály vyšetřuje jako nedbalostní čin, nikoli jako úmyslný zločin.
Při pádu prorazil sanktusník čtvrté klenební pole křížové klenby.

## Popis
Věž se nacházela nad křížením hlavní lodi a transeptu. Byla vyrobena z dubového dřeva a potažena olověným pláštěm. Hmota dřevěné konstrukce vážila asi 500 tun a olovo asi 250 tun. Špička věže byla 96 metrů nad úrovní náměstí kolem katedrály.
Věž byla na své základně mezi střechami obklopena sochami dvanácti apoštolů, vyrobenými z tepané mědi. Tyto sochy byly uspořádány ve stupních po trojicích ve čtyřech řadách vždy mezi štíty sousedících střech. Každá trojice apoštolů byla vždy doplněna sochou zvířete symbolizujícího jednoho ze čtyř evangelistů: býk u sv. Lukáše, lev u sv. Marka, orel u sv. Jana a člověk (či anděl) u sv. Matouše. Těchto 16 soch jsou jediné prvky věže, které přečkaly požár bez úhony, neboť byly krátce před požárem (11. dubna 2019) odvezeny k restaurování. Sochy vytvořil sochař Adolphe-Victor Geoffroy-Dechaume (1816–1892). Apoštolové stáli obráceni čelem k Paříži kromě jednoho z nich, sv. Tomáše, patrona architektů, který hleděl směrem k věži.
Na samém vrcholu věže se nacházela korouhvička ve tvaru kohouta. V ní byly uschovány tři relikvie: kousek Trnové koruny, relikvie sv. Diviše a sv. Jenovéfy. Tyto ostatky zde byly umístěny v roce 1935 v době působení kardinála Verdiera. Kohout byl nalezen v troskách druhý den po požáru, 16. dubna 2019.

## Další využití
Věž sloužila jako nivelační bod francouzské geodetické sítě 1993 (RGF93) platné od 1. ledna 2001.
V roce 1999 vylezli na věž dva aktivisté a instalovali tibetskou vlajku, aby připomněli 40. výročí Tibetského národního povstání v roce 1959.

## Galerie

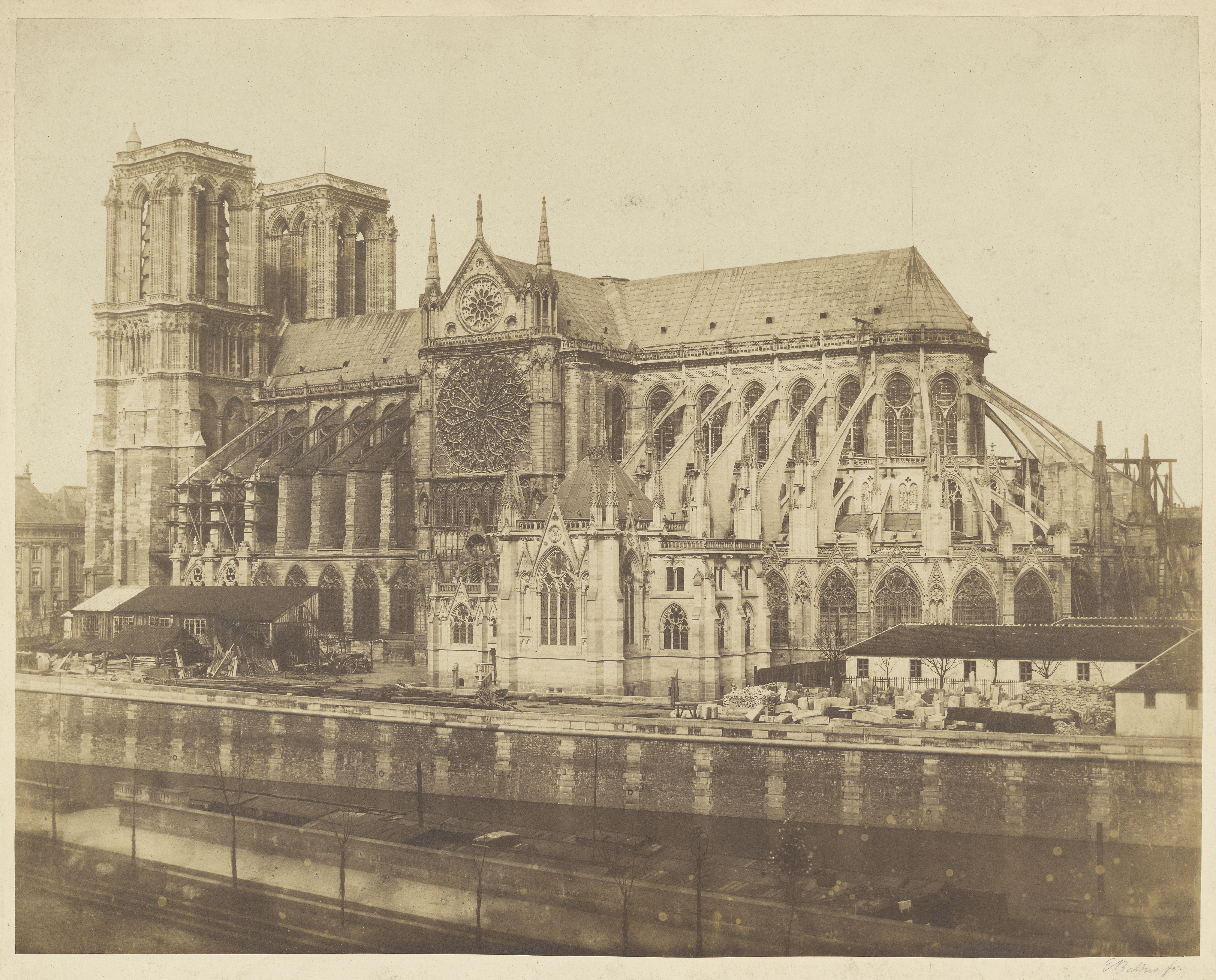
Katedrála bez věže, 50. léta 19. st. (Édouard Baldus)
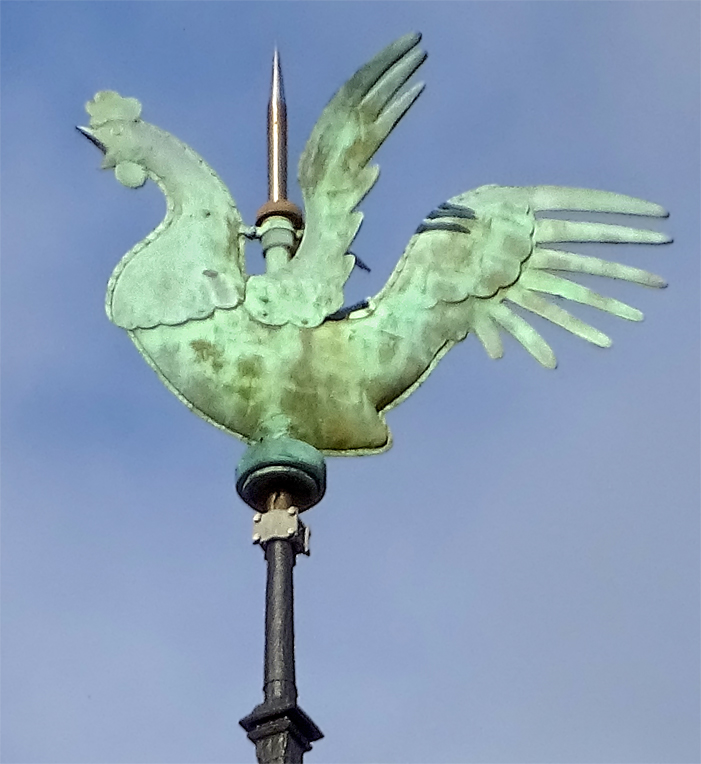
Korouhvička ve tvaru kohouta na špici sanktusníku
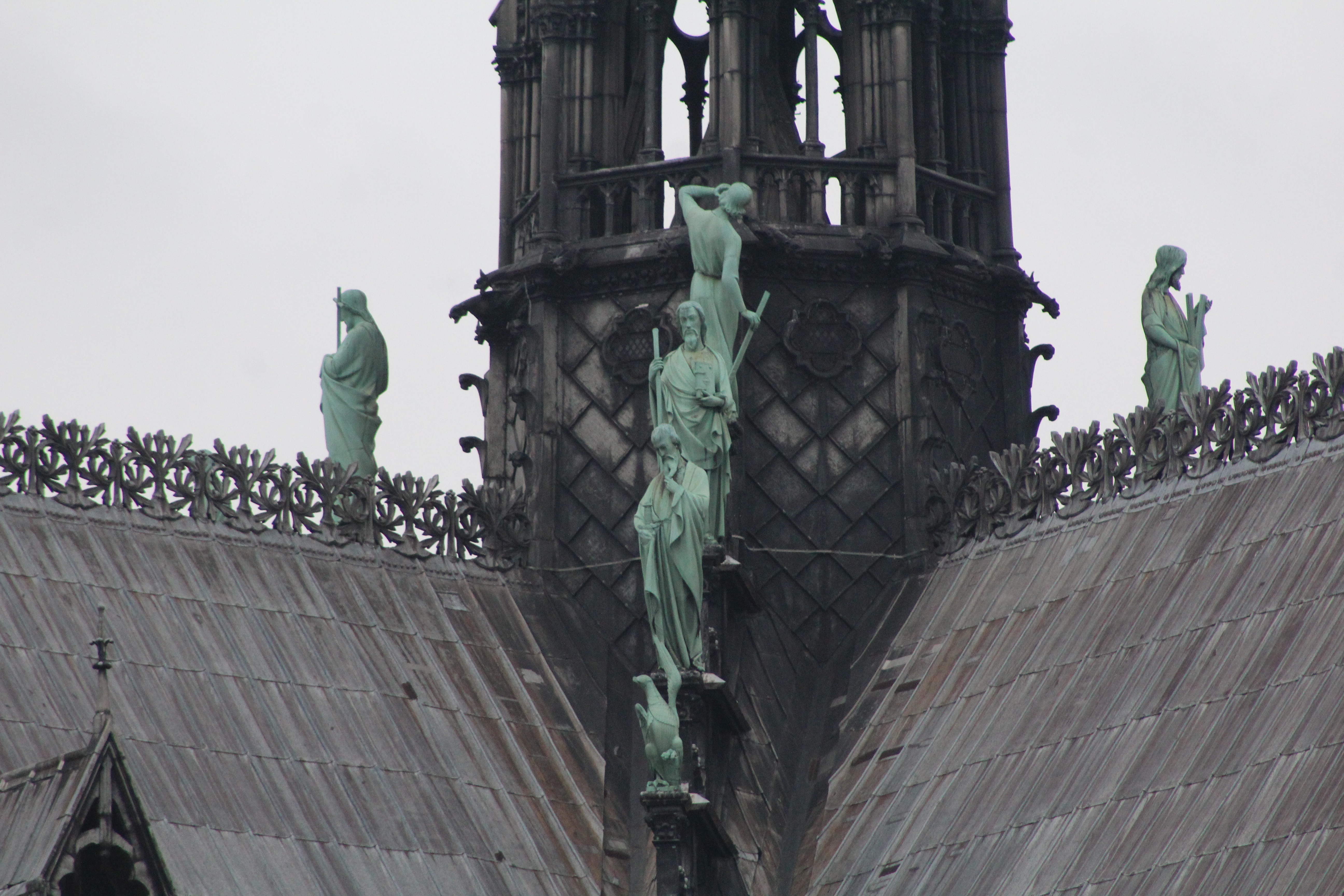
Detail soch na věži, sv. Tomáš otočen čelem k věži
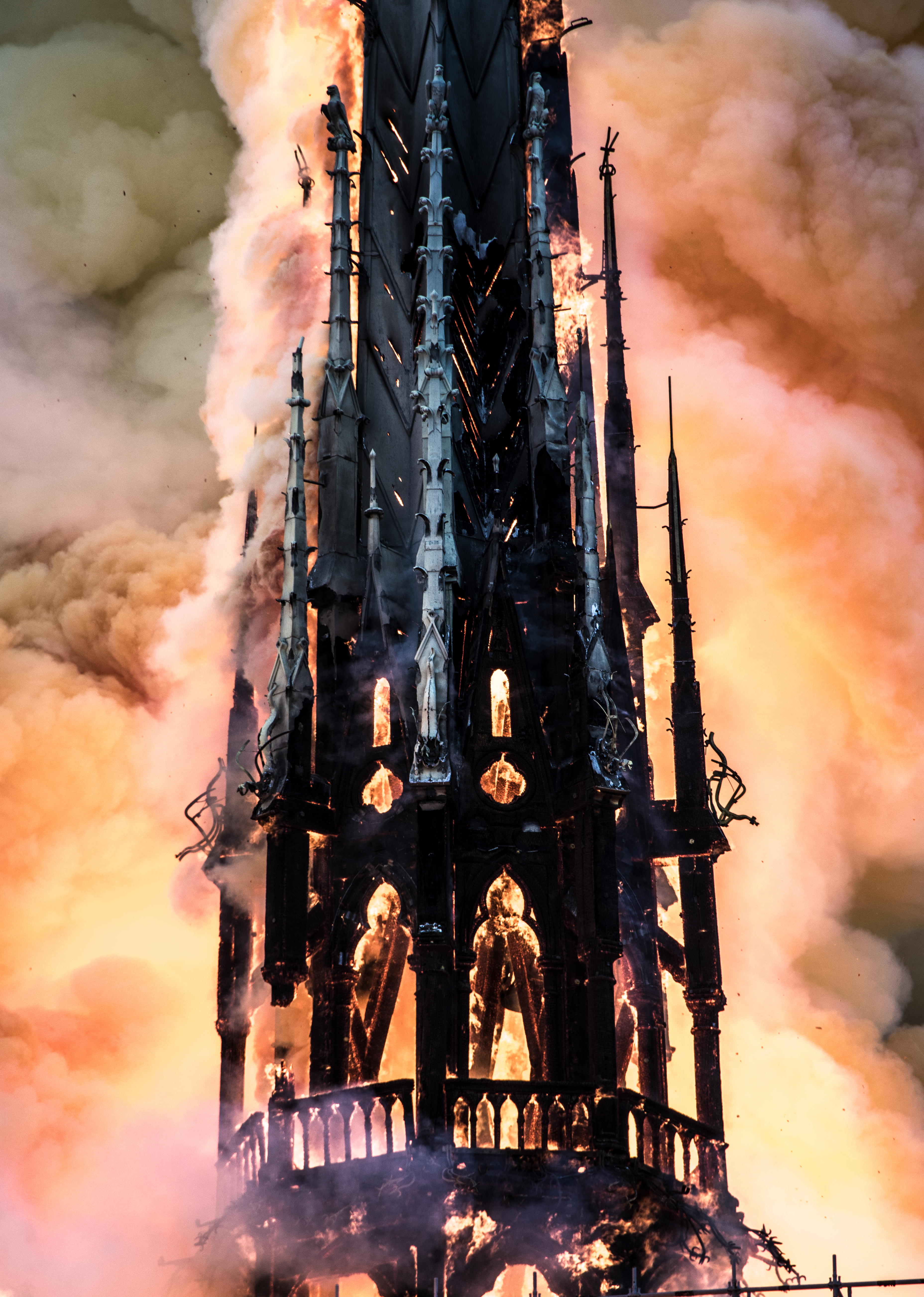
Věž při požáru před pádem, 2019